# David M. Cheney
David Michael Cheney, zkráceně David M. Cheney (* 15. dubna 1966 Kansas City, Missouri) je americký počítačový informatik, zakladatel a majitel webu Catholic-Hierarchy.org, který je hlavní online databází biskupů a diecézí katolické církve. Současně pracuje jako IT technik ve vládní agentuře pro výběr daní Internal Revenue Service.

## Životopis
Narodil se v Missouri, ale žije v Overland Parku v Kansasu. V roce 1984 navštěvoval Rockhurstovu katolickou střední školu a poté se zapsal na několik vysokých škol včetně Texaské univerzity a Conception Seminary College.
Kolem 90. let 20. století pracoval jako počítačový technik pro společnosti jako IntelliQuest a Technology Works a také pro univerzity jako Texas A&M University. V 90. letech také založil a řídil web catholic-hierarchy.org, databázi, jejímž cílem bylo zpočátku shromažďovat informace pouze o texaských biskupech, později se tato činnost rozšířila na episkopát Spojených států a od roku 2002 na celý svět.
Cheneyho iniciativu zpočátku ocenil pouze metropolitní arcibiskup Kansas City Joseph Fred Naumann, ale do roku 2012 dosáhl jeho web více než 20 milionů návštěv a až 100 milionů stránek, které si prohlédli různí návštěvníci z celého světa.